# Jonas Schreyögg

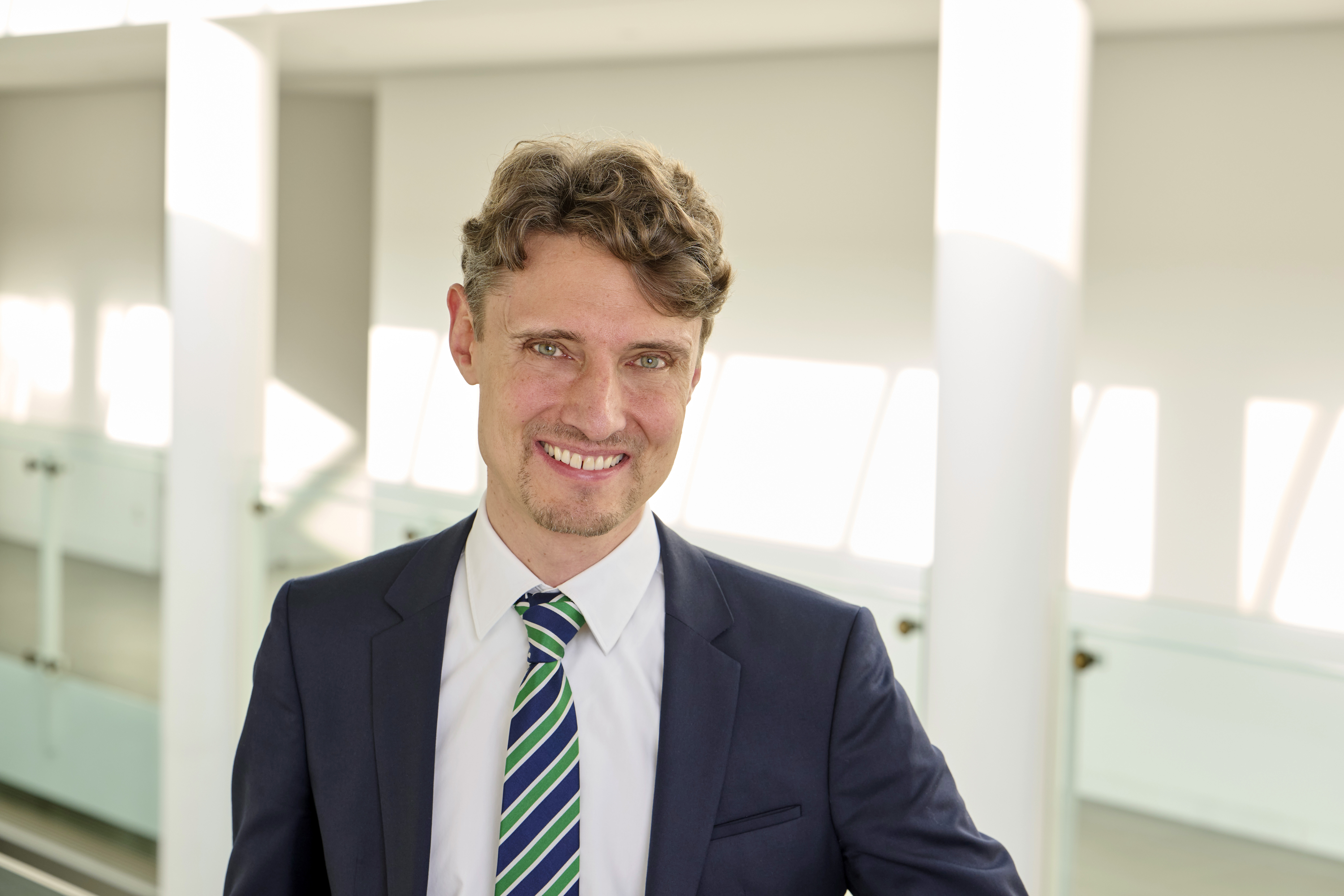
Jonas Schreyögg, 2024

Jonas Schreyögg (* 12. Juni 1976 in Nürnberg) ist ein deutscher Ökonom und Inhaber des Lehrstuhls für Betriebswirtschaftslehre, insbesondere Management im Gesundheitswesen an der Universität Hamburg sowie wissenschaftlicher Direktor und Gründungsmitglied des Hamburg Center for Health Economics (HCHE).

## Leben
Schreyögg studierte von 1996 bis 2000 Betriebs- und Volkswirtschaftslehre an der Technischen Universität Berlin. Von 2001 bis 2003 war er dort wissenschaftlicher Mitarbeiter und promovierte am Fachgebiet für Finanzwissenschaft und Gesundheitsökonomie bei Klaus-Dirk Henke mit der Note Summa cum laude zum Dr. rer. oec.
Schreyögg arbeitete danach von 2004 bis 2006 als Wissenschaftlicher Assistent am Lehrstuhl für Management im Gesundheitswesen an der TU Berlin. Von 2006 bis 2007 war er Harkness Fellow am Center for Primary Care and Outcomes Research/Center for Health Policy an der Stanford University in den Vereinigten Staaten von Amerika (USA). Seit 2007 ist er dort assoziierter Forscher.
Von 2007 bis 2008 war er als Juniorprofessor in Berlin tätig und habilitierte sich dort 2008. Von 2009 bis 2010 hatte er dann die Professur für Betriebswirtschaftslehre, insbesondere Health Services Management an der Ludwig-Maximilians-Universität München (LMU) inne und war Abteilungsleiter am Helmholtz Zentrum München (HMGU). Seit 2010 ist er Inhaber des Lehrstuhls für Management im Gesundheitswesen (MIG) der Universität Hamburg. Der Lehrstuhl gehört zum Hamburg Center for Health Economics (HCHE), dem größten gesundheitsökonomischen Forschungszentrum in Deutschland. Dieses hat er 2011 selbst mitbegründet und leitet es seitdem als wissenschaftlicher Direktor.
Außerdem ist er Mitglied in verschiedenen wissenschaftlichen Gremien, u. a. seit 2014 im Sachverständigenrat zur Begutachtung der Entwicklung im Gesundheitswesen, seit März 2023 als dessen stellvertretender Vorsitzender.
Schreyögg wurde 2015 von der Süddeutschen Zeitung zu den 24 einflussreichsten Ökonomen in Deutschland gezählt.
Er ist verheiratet und hat zwei Kinder. Sein Vater Georg Schreyögg war ebenfalls Ökonom und als Professor und an der Freien Universität Berlin tätig.

## Forschungsschwerpunkte
Schreyögg und sein Team forschen insbesondere zu Wirtschaftlichkeit und Qualität von Krankenhäusern und Arztpraxen. Dabei haben sie in den letzten Jahren den Einfluss von Regulierung bzw. Vergütungssystemen auf Preis- und Qualitätsverhalten untersucht. Außerdem entstanden Arbeiten zu den Auswirkungen von strategischen Veränderungen, wie Privatisierung, Verbundbildung und Spezialisierung auf Effizienz und Qualität.
Schreyögg bekam weiterhin ein Promotionsstipendium der Studienstiftung des deutschen Volkes e. V. sowie zahlreiche Preise und Forschungsstipendien. Er verbrachte außerdem Lehr- und Forschungsaufenthalte in Norwegen, Singapur, Taiwan und in den USA.
Schreyögg gehört seit vielen Jahren zu den besten Forschern in der BWL im deutschsprachigen Raum. So rangierte er 2022 in der Liste Top 100 Forscher aktuell (seit 2018) des Wirtschaftswoche-Ranking Betriebswirtschaftslehre. Auch in der Kategorie Lebenswerk (seit 2018) war er 2022 unter den Top 100 Forschern im deutschsprachigen Raum gelistet.
Ende der 2010er Jahre war er im Review Board des Projektes „Neuordnung Krankenhaus-Landschaft: Weniger ist mehr“, das die Schließung von Krankenhaus-Standorten empfiehlt.

## Schriften (Auswahl)
- Y. Varabyova, C. R. Blankart, J. Schreyögg: The Role of Learning in the Health Technology Assessment of Medical Devices. In: Health Economics. Band 22, 2017, S. 93–108.
- I. Lindlbauer, J. Schreyögg, V. Winter: Changes in technical efficiency after quality management certification: A DEA approach using difference-in-difference estimation with genetic matching in the hospital industry. In: The European Journal of Operational Research. Band 250, Nr. 3, 2016, S. 1026–1036.
- I. Lindlbauer, V. Winter, J. Schreyögg: Antecedents and Consequences of Corporatization: An Empirical Analysis of German Public Hospitals. In: Journal of Public Administration Research and Theory. Band 26, Nr. 2, 2016, S. 309–326.
- A. Büchner, V. Hinz, J. Schreyögg: Health Systems: Changes in Hospital Efficiency and Profitability. In: Health Care Management Science. Band 19, Nr. 2, 2016, 130–143.
- T. Stargardt, J. Schreyögg, I. Kondofersky: Measuring the relationship between costs and outcomes: the example of Acute Myocardial Infarction in German hospitals. In: Health Economics. Band 26, Nr. 6, 2014, S. 653–669.
- Reinhard Busse, Jonas Schreyögg, Tom Stargardt (Hrsg.): Management im Gesundheitswesen. Das Lehrbuch für Studium und Praxis. 5., vollständig überarbeitete und erweiterte Auflage. Springer Medizin, Heidelberg 2022, ISBN 978-3-662-64175-0.